# Leptotarsus humilis
Leptotarsus humilis är en tvåvingeart som först beskrevs av Frederick Askew Skuse 1890.  Leptotarsus humilis ingår i släktet Leptotarsus och familjen storharkrankar. Inga underarter finns listade i Catalogue of Life.